# Buslijn 148 (Amsterdam-Aalsmeer)
Buslijn 148 zijn twee voormalige streekbuslijnen uit de regio Amsterdam.

## Geschiedenis

### Lijn 148 I

#### Lijn 12
De eerste lijn 148 werd ingesteld door de toenmalige streekvervoerder Maarse & Kroon als lijn 12 van Amsterdam Amstelstation naar Amstelveen Plein 1960 via Duivendrecht en Ouderkerk aan de Amstel.

#### Lijn 28
In juni 1973 fuseerde M&K met de NBM tot Centraal Nederland en werd lijn 12 tot 28 vernummerd in aansluiting met de lijnen in het zuiden van Amsterdam.
Op 26 mei 1974 ging lijn 28 in de spits tussen Amsterdam en Duivendrecht elke twintig minuten rijden; twee jaar later, op 17 oktober 1976, werd dit weer ongedaan gemaakt.

#### Lijn 128
In 1980 begon men met het systematisch omhoognummeren van lijnnummers om doublures te voorkomen; lijn 28 werd 128  en reed zowel met Aalsmeerse als Amsterdamse bussen.

#### Lijn 148
In mei 1981 kwamen de overige ex-MK-lijnen aan de beurt en werd lijn 128 doorvernummerd tot 148; de lijn werd via Bovenkerk, Schiphol Oost en Uithoorn naar Aalsmeer doorgetrokken, dit ter vervanging van Schiphollijn lijn 19. Lijn 148 reed 's avonds alleen van Amsterdam naar Bovenkerk. Op 29 mei 1983 werd lijn 148 opgeheven; het traject van Amstelveen naar Aalsmeer ging ieder uur naar lijn 173 en tussen Amsterdam en Amstelveen bleef lijn 149 rijden richting Uithoorn.

### Lijn 148 II
Wegens gebrek aan passagiers werd lijn 149 op 2 juni 1985 in tweeën geknipt ter hoogte van Ouderkerk aan de Amstel; het noordelijk deel werd de nieuwe lijn 148 en ging naar station Zuid rijden in plaats van Amstelstation. De lijn reed alleen overdag en op koopavond en werd net als de ingekorte lijn 149 grotendeels met minibussen uitgevoerd. Op 31 mei 1987 werd lijn 148 in de spits doorgetrokken naar Amstelveen Ziekenhuis; daarbuiten reed de lijn van Buitenveldert naar Ouderkerk en ging de frequentie naar elke twee uur en op zondag drie ritten; deze kwamen uiteindelijk te vervallen. 
In 1990 na de opening van de Amstelveenlijn werd de lijn overdragen aan het GVB maar bleef de exploitatie bij CN. In 1991 werd de route via VU ziekenhuis en Europaboulevard verlegd.  
In 1994 werd CN opgedeeld (feitelijk teruggesplitst) in NZH en Midnet; lijn 148 werd voortaan geëxploiteerd door de NZH. maar bleef een GVB-lijn. In 1999 fuseerden NZH en Midnet met de omringende streekvervoerders tot Connexxion; lijn 148 werd op 27 mei 2000 opgeheven.